# La Comalada (Vallespir)
La Comalada, antigament Ribera de Combret, és un curs d'aigua de l'Alt Vallespir que discorre íntegrament per la comuna del Tec, a la Catalunya del Nord.
S'origina en el vessant meridional del massís del Canigó, en una ampla coma (que és el significat de comalada), i desemboca en el Tec a prop del poble del mateix nom que el riu.
La capçalera de la vall de la Comalada està emmarcada per la carena, contrafort sud-occidental del Canigó, on hi ha el petit estany de la Comalada, dominada per les muntanyes del Pic dels Set Homes (2.661 m.), de Puig Rojà (2.724) i del Puig de Tres Vents (2.731). El paisatge pelat de les grans altituds s'endolceix per dessota els 2.000 metres d'altitud, i l'ermita de Sant Guillem de Combret (a uns 1.300 m.) ja és envoltada de boscos de pi negre. La part més baixa s'humanitza amb diversos masos ramaders fins a arribar al poble del Tec, on la Comalada fa l'aiguabarreig amb el Tec.
La Comalada defineix pràcticament tot el terme comunal del Tec.
La Comalada, a causa de la seva constant aportació d'aigua, ha estat aprofitada per a la producció d'energia elèctrica.

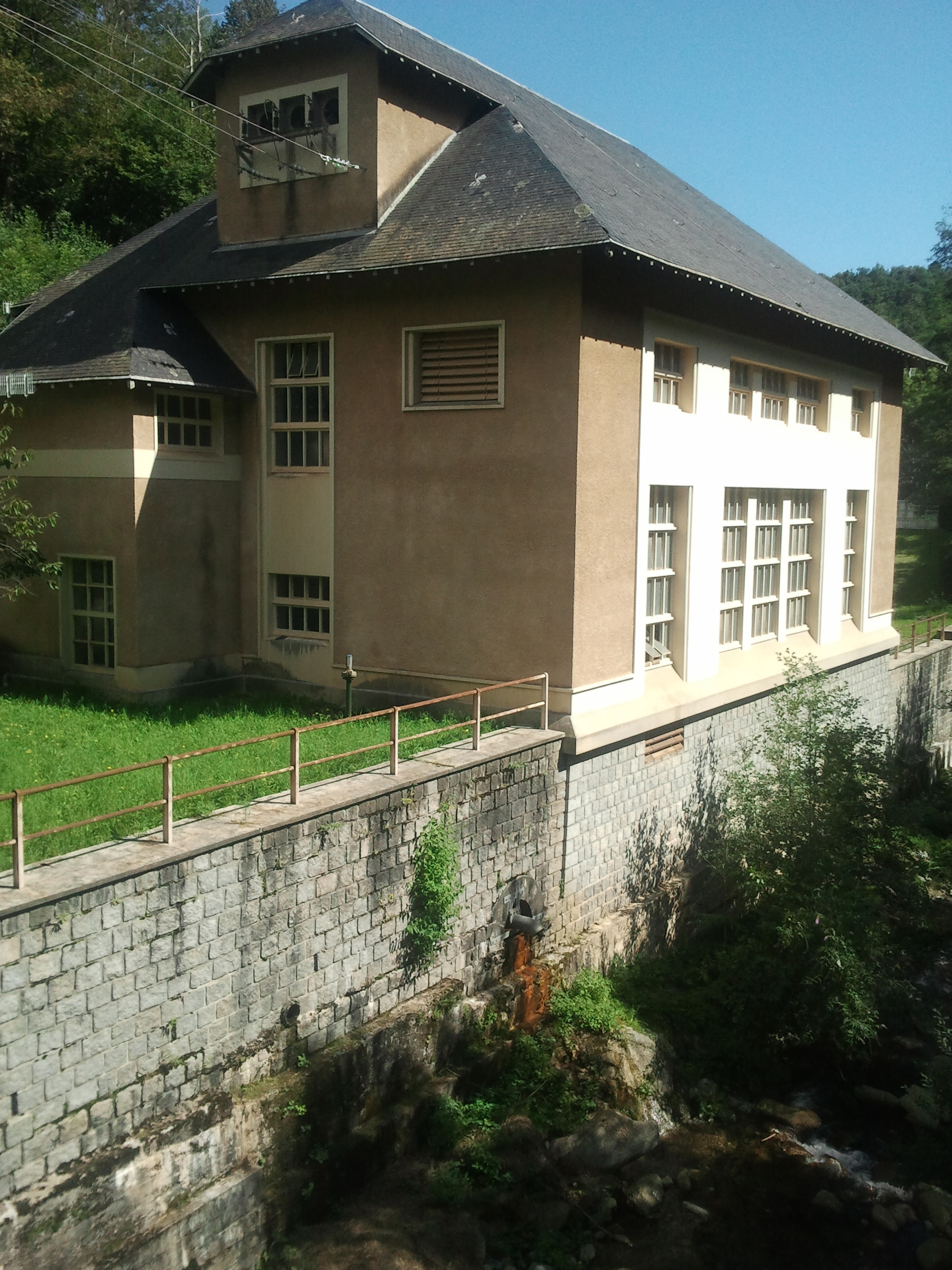
Central de la Llau